# 岐阜県道343号富加美濃線
岐阜県道343号富加美濃線（ぎふけんどう343ごう とみかみのせん）とは、岐阜県加茂郡富加町と岐阜県美濃市を結ぶ一般県道である。

## 概要
東海環状自動車道富加関ICと東海北陸自動車道美濃ICを結ぶ重要な路線で、沿線の関テクノハイランドなどに企業誘致が進み、道路改良が進んでいる。
岐阜県加茂郡富加町大平賀の岐阜県道58号関金山線交点が起点。同交差点は東海環状自動車道の富加関IC入口である。起点から東海環状自動車道に沿って北西に向かい、すぐに関市に入る。関テクノハイランド付近を通過し、美濃市に入る。長良川鉄道を松森駅北側でアンダーパスし、美濃市松森の下松森交差点（国道156号交点）が終点。終点を直進すると300mほどで東海北陸自動車道の美濃ICである。

### 路線データ
- 起点：岐阜県加茂郡富加町大平賀（岐阜県道58号関金山線交点）
- 終点：岐阜県美濃市松森 下松森交差点（国道156号交点）
- 延長：約7.2km

## 通過する自治体
- 岐阜県
  - 加茂郡
    - 富加町

  - 関市
  - 美濃市

## 主な接続道路
- 岐阜県道58号関金山線（加茂郡富加町大平賀）
- 東海環状自動車道富加関IC
- 国道156号（岐阜県道281号関美濃線重複：美濃市松森 下松森交差点）
- 岐阜県道94号岐阜美濃線（美濃市松森 下松森交差点）

## 周辺
- 関テクノハイランド
- 松森駅（長良川鉄道越美南線）